# McLaren W1
El McLaren W1 es un automóvil superdeportivo producido por el fabricante inglés McLaren Automotive, cuya producción iniciará a partir de 2025. Es el sucesor del McLaren F1 y P1™, este último basado principalmente en los coches de Fórmula 1 de la escudería McLaren.
Se presentó oficialmente el 6 de octubre de 2024 como nuevo buque insignia de la marca, el cual ha sido elegido para celebrar los 50 años desde que la firma ganó su primer Campeonato Mundial de Constructores de Fórmula 1 y también cuando Emerson Fittipaldi se llevó el Campeonato Mundial de Pilotos de Fórmula 1. Según el propio fabricante, la "W" significa World Champions.

## Descripción general
Está basado en la familia de la plataforma McLaren Carbon Lightweight Architecture (MCLA), cuyo diseño se centra en el nuevo chasis monocasco Aerocell de fibra de carbono, que debutó en el Artura y se convirtió en la primera estructura diseñada específicamente para vehículos electrificados. Esta sería la sexta entrega de la serie McLaren Ultimate. Combina una posición de asiento fija con ajustes en el volante y los pedales, así como nuevas puertas Anhedral. Los asientos integrados en el Aeorcell ayudaron a ahorrar 5 cm (1,97 pulgadas) de distancia entre ejes, mientras que las puertas Anhedral mejoran el flujo de aire sobre las salpicaderas delanteras. Uno de los elementos más vistosos del coche son las primeras puertas de ala de gaviota vistas en un McLaren. El motivo de adoptar este sistema es sobre todo la aerodinámica.
Pasaron más de 350 horas en el túnel de viento probando más de 5000 puntos individuales para asegurarse de que fuera el más aerodinámico en la historia de la compañía. Por lo anterior, tiene un spoiler trasero Active Long Tail inspirado en el F1 GTR de 1997, el cual mejora la resistencia aerodinámica y aumenta la carga aerodinámica. El fabricante afirma que este coche tiene "capacidad para cambiar de forma". Un desviador de flujo de aire en el techo, el primero en un McLaren homologado para la calle, envía aire fresco al vano motor, mientras que los alerones delanteros y traseros activos ayudan a generar de 350 a 650 kg (772 a 1433 libras) de carga aerodinámica, respectivamente, en modo Race. Con todo esto, tiene una carga aerodinámica total de 1500 kg (3307 libras).
El interior cuenta con una pantalla táctil de 8 pulgadas (20,3 cm) compatible con Apple CarPlay y Android Auto, así como con conexiones USB-A y USB-C. Un pequeño estante detrás de los asientos ofrece hasta 116 L (7078,8 pulgadas cúbicas) de almacenamiento interno. Los asientos están integrados de forma única en el monocasco Aerocell, conectando directamente al piloto y al pasajero con el chasis. Los pedales, el volante y los controles primarios se mueven para abrazar completamente al piloto dentro del habitáculo, con una posición óptima que se encuentra fácilmente ajustando los pedales de aluminio montados en el piso, con una acción de ajuste única. El volante exclusivo es más pequeño y plano que los diseños anteriores de McLaren. Opcionalmente, están disponibles luces de cambio integrales que advierten al piloto que cambie a la siguiente marcha conforme se acerca al límite de régimen.

"El McLaren W1 se define por los principios de loa superdeportivo reales y es la máxima expresión de un superdeportivo McLaren. Nacido de nuestra rica historia de carreras y nuestra mentalidad del Campeonato Mundial, el W1 traspasa los límites del rendimiento y es digno del nombre "1", al igual que sus predecesores: el F1 y el P1, el W1 redefinirá el libro de reglas de un verdadero superdeportivo…"
afirmó: Michael Leiters, director ejecutivo de McLaren Automobiles.

Se ha hecho un gran trabajo de aerodinámica activa que también toma lo aprendido desde la Fórmula 1. Cuenta con un sistema DRS, que al pulsar un botón permite abrir el spoiler trasero mientras se circula por rectas para lograr un mejor flujo de aire sin resistencia. Además, cuenta con un piso con túneles que permiten crear el "efecto suelo", usado últimamente era de la Fórmula 1, al crear cambios de presión bajo el coche para mantenerse lo más pegado posible al camino, sin necesidad de requerir a tantos spoilers y alerones.
El nuevo chasis activo McLaren Race Active Chassis Control III, le permite adoptar una configuración más amable cuando no se usa en el circuito. Además del Race Mode que, a su vez, tiene dos reglajes para pistas con o sin baches, también tiene programas Confort y Sport para la suspensión. Además, se ha podido mantener la dirección hidráulica, otro beneficio de la compleja aerodinámica. Para lograr mantener su peso bajo, se ha recurrido incluso a componentes de titanio e impresión 3D.

## Especificaciones, desempeño y rendimiento
Es el McLaren de carretera más potente jamás construido hasta el momento, cuya velocidad máxima está limitada electrónicamente a 350 km/h (217 mph). El nuevo motor de cigüeñal plano bautizado como "MHP-8", se ha construido completamente desde cero. Al nuevo V8 se suma un E-Module, que consta de un motor eléctrico de flujo radial capaz de girar hasta 24000 rpm, una unidad de control de motor y un paquete de baterías. Este nuevo E-Module pesa solamente 20 kg (44 libras). La unidad de distribución de energía está encerrada en un piso estructural de fibra de carbono alojado dentro de una cavidad en el monocasco, ubicada lo más bajo posible para beneficiar el centro de gravedad del coche. El peso total de todos los componentes híbridos se ha reducido en 40 kg (88 libras), en comparación con el P1. El peso en seco de todo conjunto es de solamente 3,5 kg (7,7 libras) menos que el P1 de 1395 kg (3075 libras). La potencia y el par se transfieren a las ruedas traseras a través de un diferencial electrónico, cuya transmisión cuenta con reversa eléctrica.
Es capaz de dar la vuelta al circuito de Nardò tres segundos más rápido de lo que en su momento logró el McLaren Senna. Su motor deriva directamente de uno con diseño por parte de Nissan que se usó en la competición de la marca japonesa en los años 80 en el Grupo C, es decir, aquellos que competían en el Campeonato Mundial de Resistencia de la FIA, aunque ha sido actualizado constantemente para poder adaptarse a las tecnologías modernas.
| Materiales del motor                                        | Bloque y cabezas de aluminio                                                                                |
| Distribución                                                | DOHC 4 válvulas por cilindro (32 en total)                                                                  |
| Alimentación                                                | Inyección directa con dobles turbocompresores tipo twin-scroll                                              |
| Potencia máxima                                             | 915 HP (928 CV; 682 kW) (MCI) 342 HP (347 CV; 255 kW) (e-motor) 1275 CV (1258 HP; 938 kW) (total combinado) |
| Par máximo                                                  | 900 N·m (664 lb·pie) (MCI) 440 N·m (325 lb·pie) (e-motor) 1340 N·m (988 lb·pie) (total combinado)           |
| Potencia específica                                         | 229,4 HP/litro                                                                                              |
| Línea roja                                                  | 9200 rpm |
| Capacidad del tanque de combustible                         | 62 litros (16,4 galAm)                                                                                      |
| Emisiones de CO2, según el ciclo WLTP para la Unión Europea | Menos de 300 g (10,6 onzas)/km                                                                              |
| Relación peso a potencia                                    | 1,1 kg/CV                                                                                                   |
| Aceleración de 0 a 200 km/h (0 a 124 mph)                   | 5.8 segundos                                                                                                |
| Aceleración de 0 a 300 km/h (0 a 186 mph)                   | 12.7 segundos                                                                                               |
| Desde parado al 1/4 de milla (402 m)                        | Menos de 9.6 segundos                                                                                       |
| Frenada de 100-0 km/h (62-0 mph)                            | 29 m (95 pies)                                                                                              |
| Frenada de 200-0 km/h (124-0 mph)                           | 100 m (328 pies)                                                                                            |

## Producción
Se tenía contemplado fabricar una serie limitada a solamente 399 unidades para todo el mundo, los cuales ya están todos vendidos. Con el programa de personalización McLaren Special Operations (MSO), el cliente puede elegir centenas de opciones de personalización para su coche. Adicionalmente, se ofrece una garantía de 4 años sin límite de kilometraje para el tren motriz y carrocería, mientras que para la batería sería de 6 años o 45 000 km (28 000 millas).